# حوذان كاليفورني
الحوذان الكاليفورني نوع نباتي يتبع جنس الحوذان من الفصيلة الحوذانية.
موطنه الأصلي غرب الولايات المتحدة من أوريغون إلى كاليفورنيا وولاية باخا كاليفورنيا في المكسيك.